# Jean Asselborn
Jean Asselborn (født 27. april 1949) er en politiker fra Luxembourg, der siden 2004 har været vicepremierminister og udenrigsminister i regeringen ledet af Jean-Claude Juncker. 
I 1982 blev Asselborn borgmester i Steinfort, hvilket han var, til han i 2004 blev minister. I 1984 blev han valgt til Luxembourgs parlament, og i 1989 blev han leder af Luxembourgs Socialistiske Arbejderpartis parlamentsgruppe. Han var desuden præsident for partiet i perioden 1997-2004. 